# Microleve
Microleve war ein brasilianischer Produzent von Ultraleichtflugzeugen.

## Geschichte
Am Beginn des Ultraleichtflugzeugbooms wurde Microleve 1982 in Rio de Janeiro gegründet. In den 19 Jahren seines Bestehens produzierte und verkaufte das Unternehmen mehr als 1400 Flugzeuge. Viele seiner Flugzeuge fanden nicht nur in Südamerika Verwendung, sondern auch in Europa, Nordamerika, Afrika und Japan. Neben dem Bau der selbst entwickelten Flugzeuge wurden auch Maschinen von Tecnam in Lizenz gebaut.

## Produkte
- Microleve MX-1/MX-2
- Microleve ML 200
- Microleve ML 300
- Microleve ML 400
- Microleve ML 450
- Microleve ML 500
- Microleve Corsario

Lizenzbauten:
- Tecnam P92 Echo/P 92 2000 RG
- Tecnam P96 Golf
- Technam P2002 Sierra
- Technam P2004 Bravo